# Sint-Hendrikkathedraal
De Sint-Hendrikkathedraal (Fins : Pyhän Henrikin katedraali) is de katholieke kathedraal in de Finse hoofdstad Helsinki. De kathedraal is gelegen het district Ullanlinna en gewijd aan Hendrik van Uppsala.

## Geschiedenis

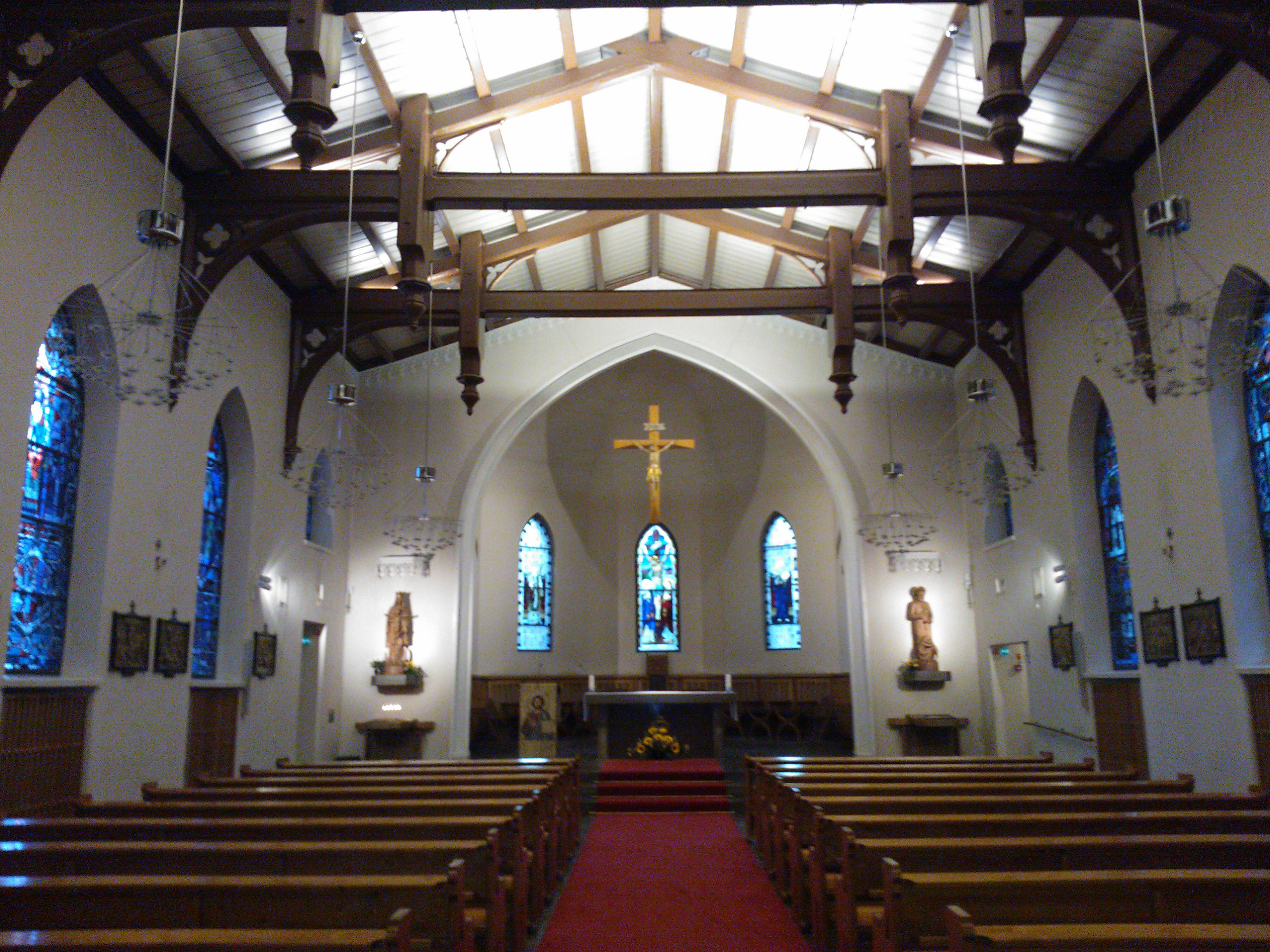
Interieur

De kerk werd gebouwd tussen 1858 en 1860 op initiatief van gravin Von Berg, geboren Leopoldina Ciconia di Mozzone, de vrouw van de gouverneur-generaal van Finland, graaf Friedrich Wilhelm Rembert von Berg.
In het overwegend lutherse Finland wordt de kerk voornamelijk gebruikt door buitenlandse katholieken. Het is de zetelkerk van het katholieke bisdom van Helsinki. In de kleine kathedraal worden missen in verschillende talen gevierd.

## Architectuur
Het kerkgebouw werd ontworpen door Ernst Bernhard Lohrmann, een Finse architect van Duitse afkomst. Het exterieur van de kathedraal is goed bewaard gebleven. Aan de voorgevel bevinden zich de beelden van Sint-Hendrik en de apostelen Petrus en Paulus.
De kerk werd in 1981 gerenoveerd door de architect Olof Hansson. On het koor worden de relieken van Sint-Cyprianus, Sint-Olaf en Sint-Birgitta bewaard. De cathedra is versierd met het wapen van Michael Buckx, de eerste priester van de Rooms-Katholieke Kerk in Finland.
In 2009 werd vastgesteld dat het dak van de kerk tekenen van instortingsgevaar vertoonde. Een renovatie ervan volgde die in de herfst van 2010 werd afgerond. Delen van de houten draagconstructie bleken verrot te zijn en moesten worden vervangen. De roodkleurige dakbedekking werd bovendien vervangen door groene platen. Eveneens gerenoveerd werden de klokkentoren, de ramen en het kerkmeubilair. Het werk werd betaald door verschillende Finse instellingen, particulieren en Bonifatiuswerk, een Duitse katholieke vereniging die ondersteuning biedt aan de zielszorg van katholieken in de diasporaregio's van Duitsland, Noord-Europa en de Baltische landen.